# Serrundabracon maraisi
Serrundabracon maraisi är en stekelart som först beskrevs av Braet 1999.  Serrundabracon maraisi ingår i släktet Serrundabracon och familjen bracksteklar. Inga underarter finns listade i Catalogue of Life.